# Серина
Серина (італ. Serina) — муніципалітет в Італії, у регіоні Ломбардія,  провінція Бергамо.
Серина розташована на відстані близько 500 км на північний захід від Рима, 65 км на північний схід від Мілана, 20 км на північ від Бергамо.
Населення — 2140 осіб (2014).
Щорічний фестиваль відбувається 15 серпня. Покровитель — Santa Maria Annunciata.

## Демографія
Населення за роками:

Станом на 1 січня 2023 року в муніципалітеті офіційно проживало 60 іноземців з 20 країн, серед них 24 громадяни країн Євросоюзу та 11 громадян України.

## Сусідні муніципалітети
- Альгуа
- Корнальба
- Коста-Серина
- Доссена
- Ольтре-іль-Колле
- Ронкобелло
- Сан-Пеллегрино-Терме